# Strictly Commercial
Strictly Commercial es un álbum recopilatorio del músico y compositor estadounidense Frank Zappa. Fue lanzado al mercado en 1995, dos años después de su muerte.

## Lista de canciones
Todas las canciones compuestas por Zappa.

### Strictly Commercial

#### EdiciónLP

##### Cara 1
1. "Peaches en Regalia"
2. "Don't Eat the Yellow Snow" (versión sencillo)
3. "Dancin' Fool" (12" disco mix)
  - El CD europeo y estadounidense contenían el álbum mix en lugar del 12" mix.
4. "San Ber'dino"
5. "Let's Make The Water Turn Black"

##### Cara 2
1. "Dirty Love"
2. "My Guitar Wants to Kill Your Mama"
3. "Cosmik Debris"
4. "Trouble Every Day"
5. "Disco Boy"

##### Cara 3
1. "Bobby Brown Goes Down"
2. "I'm the Slime"
3. "Joe's Garage" (versión sencillo)
4. "Fine Girl"
5. "Planet of the Baritone Women"
6. "Sexual Harassment in the Workplace"

##### Cara 4
1. "Tell Me You Love Me"
2. "Montana" (versión sencillo)
3. "Valley Girl"
4. "Be in My Video"
5. "Muffin Man"

#### Edición CDEstados Unidos
1. "Peaches en Regalia" – 3:37
2. "Don't Eat the Yellow Snow" (versión sencillo) – 3:34
3. "Dancin' Fool" – 3:43
4. "San Ber'dino" – 5:57
5. "Dirty Love" – 2:57
6. "My Guitar Wants to Kill Your Mama" – 3:31
7. "Cosmik Debris" – 4:14
8. "Trouble Every Day" – 5:49
9. "Disco Boy" – 5:08
10. "Fine Girl" – 3:29
11. "Sexual Harassment in the Workplace" – 3:42
12. "Let's Make the Water Turn Black" – 2:01
13. "I'm the Slime" – 3:34
14. "Joe's Garage" (versión sencillo) – 4:08
15. "Tell Me You Love Me" – 2:33
16. "Montana" (versión sencillo) – 4:47
17. "Valley Girl" – 4:50
18. "Be in My Video" – 3:39
19. "Muffin Man" – 5:32

En la edición europea del CD, "Tell Me You Love Me" fue sustituida por "Bobby Brown Goes Down", que fue el mayor éxito de Zappa en Europa, pero extremadamente controvertida en Estados Unidos, nunca emitiéndose por la radio. 

#### Edición enCDdeJapón
1. "Peaches en Regalia"
2. "Don't Eat the Yellow Snow" (versión sencillo)
3. "San Ber'dino"
4. "Dirty Love"
5. "My Guitar Wants to Kill Your Mama"
6. "Who Are the Brain Police?"
  - El CD europeo y estadounidense contenían "Cosmik Debris" en su lugar.
7. "Trouble Every Day"
8. "Disco Boy"
9. "Fine Girl"
10. "Sexual Harassment in the Workplace"
11. "Let's Make The Water Turn Black"
12. "I'm the Slime"
13. "Joe's Garage" (versión sencillo)
14. "Tell Me You Love Me"
15. "Montana" (versión sencillo)
16. "Valley Girl"
17. "Be in My Video"
18. "Muffin Man"
19. "Dancin' Fool" (12" disco mix)
  - El CD europeo y estadounidense contenían el álbum mix en lugar del 12" mix.

#### Disco 1
1. "Peaches en Regalia"
2. "Don't Eat the Yellow Snow" (single version)
3. "Dancin' Fool" (12" disco mix)
4. "San Ber'dino"
5. "Let's Make The Water Turn Black"
6. "Dirty Love"
7. "My Guitar Wants to Kill Your Mama"
8. "Cosmik Debris"
9. "Trouble Every Day"
10. "Disco Boy"

### Disco 2
1. "Bobby Brown Goes Down"
2. "I'm the Slime"
3. "Joe's Garage" (single version)
4. "Fine Girl"
5. "Planet Of The Baritone Women"
6. "Sexual Harassment in the Workplace"
7. "Tell Me You Love Me"
8. "Montana" (single version)
9. "Valley Girl"
10. "Be in My Video"
11. "Muffin Man"

### The Best of Frank Zappa
1. "Peaches en Regalia" – 3:37
2. "Don't Eat the Yellow Snow" (single version) – 3:34
3. "Dancin' Fool" – 3:43
4. "San Ber'dino" – 5:57
5. "Dirty Love" – 2:57
6. "My Guitar Wants to Kill Your Mama" – 3:31
7. "Cosmik Debris" – 4:14
8. "Disco Boy" – 5:08
9. "Fine Girl" – 3:29
10. "I'm the Slime" – 3:34
11. "Joe's Garage" (single version) – 4:08
12. "Bobby Brown Goes Down" – 2:49
13. "Montana" (single version) – 4:48
14. "Valley Girl" (Frank Zappa, Moon Zappa) – 4:50
15. "Muffin Man" – 5:33

## Personal
- Frank Zappa – compositor, productor, voz, guitarra
- Tom Wilson – productor
- Warren Cuccurullo – guitarra rítmica
- Dan Ouellette – notas del libreto
- Tom Fowler – bajo
- Bruce Fowler – batería
- Captain Beefheart – voz, saxofón soprano
- Terry Gilliam – notas del libreto
- Cal Schenkel – fotografía
- Ebet Roberts – fotografía
- Michael Hochanadel – fotografía
- Baron Wolman – fotografía
- Jean-Pierre Leloir – fotografía
- Joseph Sia – fotografía
- Ann Rhoney – fotografía
- Norman Seeff – fotografía
- Dr. Toby Mountain – masterización
- Joe Chiccarelli – mezclas, grabación
- Steven Jurgensmeyer – diseño gráfico